# Levensmiddel
Een levensmiddel is een middel dat de mens in stand houdt, zoals voedsel, onderdak en warmte. De "dagelijkse behoeften" en de "eerste levensbehoeften" zijn vergelijkbare uitdrukkingen, maar hebben een bredere lading.
Een handelaar in levensmiddelen verkoopt etenswaren, maar ook bijvoorbeeld schoonmaakmiddelen en toiletpapier. Veel bedrijven in deze branche opereren in de groothandel. De Federatie Nederlandse Levensmiddelen Industrie (FNLI) behartigt hun belangen. De FNLI vertegenwoordigt een tak van industrie die jaarlijks een omzet van meer dan 50 miljard euro genereert met, in professioneel jargon, food en non-food. De consument kent ze als supermarkten. De gemeenschappelijke noemer van de meeste van deze waren is hun vergankelijkheid of zelfs bederfelijkheid, ze worden in het gebruik vèrbruikt en hebben soms een beperkte houdbaarheid.
De Federatie Nederlandse Levensmiddelen Industrie waakt onder meer over de Reclamecode voor Voedingsmiddelen, een onderdeel van de Nederlandse Reclame Code, in samenwerking met de Consumentenbond, het ministerie van Volksgezondheid, Welzijn en Sport, het Voedingscentrum en de Stichting Reclame Code.
In de economie kunnen consumptiegoederen worden verdeeld in enerzijds primaire behoeften, die noodzakelijk voor het dagelijks leven worden geacht, en anderzijds luxegoederen, die het leven veraangenamen zonder direct nodig te zijn voor de voortzetting van dat leven. Snoep is een voorbeeld van een eetbaar luxegoed, dat voor de gezondheid bepaald niet nodig is.